# Try This With Your Eyes Closed
Try This With Your Eyes Closed — дебютний мініальбом американського пост-хардкор гурту Alesana. Альбом був записаний в лютому 2004 року, і випущений 24 червня 2005 року лейбом Tragic Hero Records.

## Список композицій
| #  | Назва                          | Тривалість |
| -- | ------------------------------ | ---------- |
| 1. | «Apology»                      | 4:15       |
| 2. | «Endings Without Stories»      | 3:39       |
| 3. | «And They Call This Tragedy»   | 4:29       |
| 4. | «Not A Single Word About This» | 3:30       |
| 5. | «Red And Dying Evening»        | 3:00       |
| 6. | «Congratulations, I Hate You»  | 4:06       |
| 7. | «Early Mourning»               | 4:02       |